# Giorgio Morbiato
Giorgio Giuseppe Morbiato, född 30 juli 1948 i Padua, är en italiensk före detta tävlingscyklist.
Morbiato blev olympisk bronsmedaljör i lagförföljelse vid sommarspelen 1968 i Mexico City.